# Polyplectropus cuspidatus
Polyplectropus cuspidatus är en nattsländeart som beskrevs av Arturs Neboiss 1989. Polyplectropus cuspidatus ingår i släktet Polyplectropus och familjen fångstnätnattsländor. Inga underarter finns listade i Catalogue of Life.